# Spironukleoza
Spironukleoza – pasożytnicza choroba ryb wywołana przez wiciowce z rodzaju Spironucleus.

## Etiologia
Wiciowce występują w organizmach ryb w niewielkich ilościach, regulowanych przez układ immunologiczny ryb, żyją w jelitach przyczepiając się przednią częścią do ich ścian. Gdy organizm żywiciela ulega osłabieniu (np. wskutek panujących nieodpowiednich warunków hodowlanych) pasożyty reprodukują się i przechodzą do dalszych narządów ryby wyniszczając jej organizm.
W akwarystyce do skażenia akwarium pasożytem dochodzi poprzez wprowadzenie do zbiornika nosicieli pasożyta, chorych ryb, dekoracji lub pokarmu z cystami.
Dyskowce oraz skalary wykazują większą podatność na choroby pasożytnicze spowodowane wiciowcami, w tym spironukleozą.

## Warunki sprzyjające rozwojowi spironukleozy
Rozwojowi choroby sprzyja przede wszystkim osłabiony układ immunologiczny ryby, do którego może dojść na skutek stresu wywołanego transportem, przebytą chorobą czy najczęściej nieprawidłowymi warunkami panującymi np. w hodowli.

## Objawy
Chora ryba zachowuje się apatycznie. Odchody ryby są podłużne, kleiste, galaretowate i ciągną się z okolic odbytu. Występuje zaczerwienienie okolic odbytniczych, utrata kolorów, zbladnięcie, zmętnienie, rozdęcie okolic brzusznych, a także uszkodzenia skórne, głównie linii bocznej i okolic głowy. Ryba pływa widocznie przechylona na bok, nie utrzymuje równowagi.

## Leczenie
Najskuteczniejszym środkiem chemioterapeutycznym jest metronidazol o szerokim spektrum leczniczym w weterynarii ryb tropikalnych, najczęściej używany jest do leczenia chorób pasożytniczych wywołanych przez wiciowce. W leczeniu ubytków skórnych czy innych uszkodzeń mechanicznych dezynfekcja ran, ubytków skórnych np. nadmanganianem potasu w stężeniu 0,05% wspomaga gojenie się ran i może zapobiegać zakażeniom wtórnym. Pomocne w tym postępowaniu mogą okazać się kąpiele lecznicze.   
Metronidazol jest lekiem dostępnym na receptę lekarską, więc w sytuacji niemożności zdobycia go, można zastosować inne metody leczenia oferowane przez producentów akwarystycznych. Dostępne są m.in. preparaty takie jak Zoolek Protosol, Tetra Medica Hexa-ex. W trakcie procesu leczenia należy silnie napowietrzać wodę.

## Zakażenia wtórne
Ze względu na możliwe uszkodzenia tkanek, powstanie ubytków skórnych i osłabienie układu immunologicznego, istnieje ryzyko wystąpienia infekcji wtórnej wywołanej głównie przez bakterie i grzyby. 
W przypadku stwierdzenia zakażenia wtórnego należy podjąć odpowiednie leczenie. 

## Profilaktyka
- Kwarantanna nowych ryb przez okres 4-6 tygodni,
- Badanie próbek kału na obecność pasożytów,
- Staranna preparacja dezynfekcyjna nowych dekoracji (w tym roślin) w akwarium,
- Wywiad ze sprzedającym o stanie ryb w hodowli,
- Zakup zwierząt, roślin jedynie w sprawdzonych źródłach,
- Prawidłowe karmienie ryb, nie wywoływanie gwałtownych zmian w żywieniu.